# Peribatodes jacobiaria
Peribatodes jacobiaria là một loài bướm đêm trong họ Geometridae.